# Ictidomys mexicanus
Ictidomys mexicanus е вид бозайник от семейство Катерицови (Sciuridae).

## Разпространение
Видът е разпространен в Северно Мексико, по крайбрежието на Тексаския залив, в западните и централни части на Тексас и в югоизточните части на Ню Мексико.